# Irina Michajlovna Michajlova
Irina Michajlovna Michajlova (geboren 26 juni 1955, Leningrad, Sovjet-Unie) is een Sovjet en Russisch taalkundige, vertaalster en docente Nederlands en Russisch. Prof. dr. Michajlova is hoogleraar op de afdeling Nederlands die samen met de Scandinavische talen een vakgroep vormt aan de Staatsuniversiteit van Sint-Petersburg.

## Biografie
Irina Michajlova behoorde tot de eerste lichting studenten Nederlands in Sint-Petersburg toen de afdeling in 1972 werd geopend. In 1977 behaalde ze haar diploma na de succesvolle verdediging van haar scriptie ‘De ontwikkeling van de voorwaardelijke wijs in de Nederlandse taal’ onder de begeleiding van hoogleraar Igor Bratoes, daarin slaagde ze cum laude. Later kreeg ze uitnodiging om de Nederlandse taal aan de universiteit in deeltijd te doceren. Gedurende dat jaar combineerde ze het doceren met het werk voor de bibliotheek van de Academie van Wetenschappen. Later wijdde ze zich volledig toe aan het werk van docent en sinds 1982 doet ze het voltijds. In 1987 promoveerde Irina Michajlova als Kandidaat der Wetenschappen op de conjunctief in het Middelnederlands.
Na de val van de Sovjet Unie begon Michajlova Nederlandstalige literatuur te vertalen in opdracht van verschillende uitgevers in Rusland. Ze vertaalde proza (Johan Huizinga, Kees Verheul, Willem Frederik Hermans, Cees Nooteboom, Louis Couperus, Maarten Biesheuvel) en poëzie (o.a. Gerrit Kouwenaar, Rutger Kopland, Esther Jansma, Kees Ouwens, Martinus Nijhoff) en door haar interesse voor poëzie koos ze "De taal van de Nederlandse poëzie en kwesties van poëtisch vertalen" als het onderwerp van haar proefschrift in 2009.

## Onderscheidingen
In 2011 kreeg Michajlova de RusPrix Award in de nominatie "Persoonlijke bijdrage aan de ontwikkeling van culturele betrekkingen tussen Nederland en Rusland". 
In 2015 ontving ze de eretitel van de Koninklijke Academie voor Nederlandse Taal- en Letterkunde in België. 
In 2020 werd de Martinus Nijhoff Vertaalprijs aan haar toegekend voor de beste vertaling uit het Nederlands. In een interview merkte ze op dat ze heel graag het oeuvre van Louis Couperus vertaalt en voegde toe dat vertalen voor haar op dansen lijkt: "Als we samen <met de auteur> mooi dansen, dan weet ik dat mijn vertaling zal lukken".

## Publicaties

### Leerboeken
- H.Boland, I.Michajlova: Goed Zo 1,2 - leerboek Nederlands voor moedertaalsprekers Russisch.  Druk 1 van het eerste boek: Sint-Petersburg, 1997. Druk 1 van het tweede boek: Amsterdam, 2004.
- J.L.I. Fennell, Maarten Tengbergen, I.Michajlova: Prisma spreekwijzer Russisch. Utrecht, 1994
- J.L.I. Fennell, Maarten Tengbergen, I.Michajlova: Russisch voor zelfstudie. 11e druk: Utrecht, 2012.
- I. Michajlova, P. Couttenier, K. Verheul: Van Reynaerd de Vos tot Godenslaap: de geschiedenis van de Nederlandse literatuur in drie delen. Sint-Petersburg, boek 1 en 2: 2013, boek 3: 2015.

### Vertalingen
- J. Huizinga, Over historische levensidealen
- K. Verheul, Villa Bermond
- A.F.Th. van der Heijden, De slag om de Blauwbrug
- K. Verheul, Dans om de wereld
- M. Meester, Bokkezang, een hedendaagse tragedie
- C. Nooteboom, Allerzielen
- M. Velthuijs, Kikker en vreemdeling
- S. Kuyper, Het zakmes
- J.M.A. Biesheuvel, Zeeverhalen
- J. van Leeuwen, Iep!
- K. Verheul, Stormsonate
- Obe Postma yn it Russysk (samen met A.A. Poerin)
- R. van Dantzig Noerejev, het spoor van een komeet
- H. Hagen, M. Hagen, Jij bent de liefste (samen met M. Jasnov)
- F. Ducatteau en C. Peten, Naar het museum
- P. van Gestel, Winterijs
- K. Schaapman, Het Muizenhuis - Sam & Julia
- L. Couperus, De stille kracht
- L. Couperus, Van oude menschen, de dingen, die voorbij gaan …
- K. Schaapman, Het Muizenhuis - Sam & Julia: Op de kermis
- B. Moeyaert, Broere
- W. F. Hermans, Herinneringen van een engelbewaarder
- K. Schaapman, Het Muizenhuis - Sam & Julia: De Haven
- J. Terlouw, Oorlogswinter